# Karl Ferdinand Batsch
Karl Ferdinand Batsch (ur. 10 stycznia 1831 w Eisenach, zm. 22 listopada 1898 w Weimarze) - niemiecki oficer Kaiserliche Marine w stopniu wiceadmirała, szef Admiralicji i dowódca bazy morskiej w Kilonii.

## Życiorys
Do Marynarki Wojennej Królestwa Prus wstąpił w 1846 roku. Dzięki wstawiennictwu księcia Adalberta Hohenzollerna już w 1852 roku awansował na stopień podporucznika marynarki (niem. Leutnant zur See). W 1857 roku został oddelegowany na kursy szkoleniowe do Królewskiej Marynarki Wojennej. Z Wielkiej Brytanii wrócił w 1858 roku i został przydzielony jako adiutant do Naczelnego Dowództwa Marynarki. W stopniu komandora podporucznika (niem. Korvettenkapitän) brał udział w walkach morskich podczas wojny duńskiej. Po zakończeniu konfliktu odbył podróż do Azji Zachodniej na pokładzie SMS Gazelle. W 1867 roku został szefem sztabu Naczelnego Dowództwa Marynarki. W 1871 roku jako dowódca krążownika pancernego SMS Vineta prowadził blokadę Haiti w celu wsparcia interesów działających na wyspie niemieckich kupców. W 1875 roku awansowany do stopnia kontradmirała objął funkcję szefa sztabu Admiralicji. Przez kolejne trzy lata odpowiadał za przeprowadzenie ćwiczeń eskadr Kaiserliche Marine na Morzu Egejskim, w tym za pokaz siły urządzony przez marynarkę niemiecką w trakcie tak zwanego Incydentu Salonickiego w 1876 roku. W trakcie manewrów w 1878 roku, którymi dowodził Batsch, doszło do katastrofy. Biorące udział w ćwiczeniach okręty SMS König Wilhelm i SMS Großer Kurfürst zderzyły się. Winą za to zdarzenie obarczono adm. Batscha, który w lipcu 1879 roku został postawiony przed sądem wojskowym. Odbył jedynie 14 dni zasądzonej kary, gdyż 15 sierpnia 1879 roku został ułaskawniony przez cesarza Wilhelma I i mianowany szefem Admiralicji. 3 lutego 1880 roku został awansowany do stopnia wiceadmirała, a rok później został dowódcą bazy morskiej w Kilonii. Po objęciu stanowiska szefa admiralicji przez gen. Leo von Capriviego w 1883 roku przeszedł w stan spoczynku. 

## Odznaczenia
Odznaczenia adm. von Batscha to między innymi:
- Order Orła Czerwonego II klasy z mieczami na pierścieniu i gwiazdą
- Order Orła Czerwonego IV klasy z mieczami
- Order Królewski Korony III klasy
- Medal za Ratowanie Życia na wstędze
- Odznaka za Służbę Wojskową
- Wielki Komandor Orderu Sokoła Białego z gwiazdą (Saksonia)
- Order Świętej Anny I klasy (Imperium Rosyjskie)
- Order Świętego Stanisława II klasy (Imperium Rosyjskie)